# إريك ألينهاور
إريك ألينهاور (بالألمانية: Erich Ollenhauer) (27 آذار 1901 - 14 كانون الأول 1963) كان سياسي ألماني من الحزب الديمقراطي الاجتماعي، ترأس حزبه في الفترة 1952-1963.

## روابط خارجية
- إريك ألينهاور على موقع مونزينجر (الألمانية)
- إريك ألينهاور على موقع ديسكوغز (الإنجليزية)

- سيرة إريك ألينهاور (بالألمانية)

| المناصب الحزبية السياسية | المناصب الحزبية السياسية                             | المناصب الحزبية السياسية |
| ------------------------ | ---------------------------------------------------- | ------------------------ |
| سبقه كورت شوماخر         | رئيس الحزب الديمقراطي الاجتماعي في ألمانيا 1952–1963 | تبعه فيلي براندت         |
| سبقه السينغ أندرسن ‏      | رئيس الأممية الاشتراكية 1963                         | تبعه برونو بيترمان       |